# نوباء ثومية
نوباء ثومية (الاسم العلمي:Alternaria allii) هي نوع من الفطريات تتبع جنس النوباء من الفصيلة البوغيانية.